# Hipopigmentação pós-inflamatória
A hipopigmentação pós-inflamatória é uma condição cutânea caracterizada pela diminuição do pigmento na pele seguida de uma inflamação da pele.